# Edmundo Sheffield (1611-1658)
Edmundo Sheffield, segundo Conde de Mulgrave (diciembre de 1611 - 24 de agosto de 1658), fue un par inglés que apoyó la causa parlamentaria durante el período de la Guerra Civil inglesa.

## Vida
Su padre era Sir John Sheffield (ahogado en 1614), heredero de Lord Sheffield, y su madre era Grizel Anderson, hija de Sir Edmund Anderson, presidente del Tribunal Supremo de Plegarias Comunes. Como nieto del Primer Conde, Mulgrave logró su título en octubre de 1646, y también sucedió a su abuelo como Vicealmirante de Yorkshire. Se sentó en la Cámara de los Lores hasta su abolición y fue miembro del Consejo de Estado durante la Commonwealth. En 1658 fue nombrado miembro de la Cámara Alta de Cromwell, pero, como la mayoría de los otros compañeros convocados, se negó a servir. Murió más tarde el mismo año.

### Matrimonio e hijo
Mulgrave se casó con Elizabeth Cranfield, hija del conde de Middlesex. Su hijo, John, que sucedió en el condado, fue posteriormente creado Marqués de Normanby y Duque de Buckingham y Normanby, y fue Lord del Sello Privado y Lord presidente del Consejo durante el reinado de la reina Ana.